# Baralong-incidensek

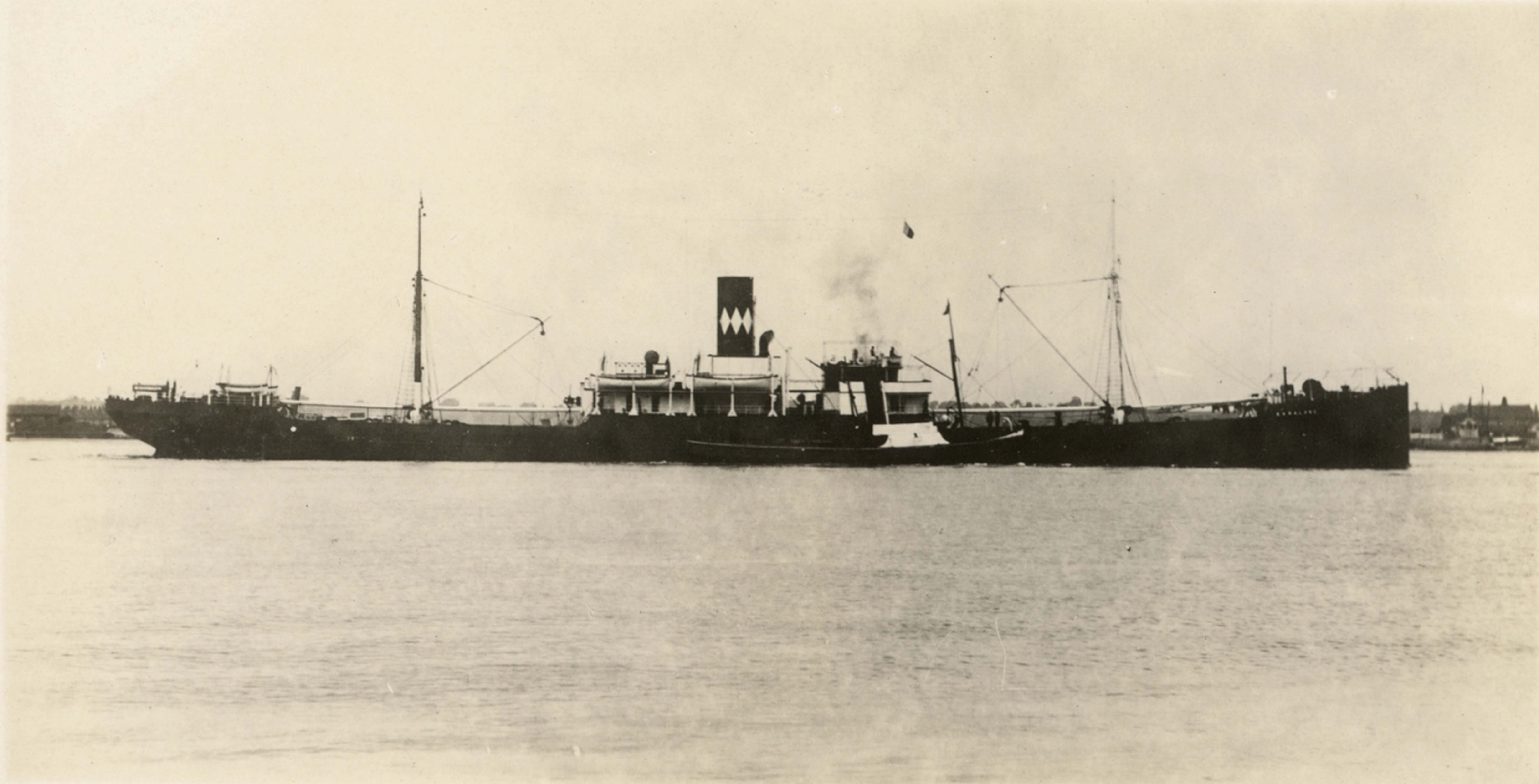
HMS Baralong

A Baralong-incidensek az első világháború során elkövetett háborús bűntettek voltak 1915 augusztusában és szeptemberében a Brit Királyi Haditengerészet egyik tengeralattjáró-csapdaként (Q-ship) alkalmazott egysége, a HMS Baralong által. A felfegyverzett kereskedelmi hajó semleges zászló alatt hajózva a nemzetközi egyezményeket megszegve süllyesztett el két német tengeralattjárót és a legénységüket lemészárolta.
A Baralong először az U 27-et támadta meg, mely a Nicosian kereskedelmi hajót tartóztatta fel és készült elsüllyeszteni. Egy tucatnyi tengerésznek sikerült elmenekülnie a süllyedő tengeralattjáróról, őket Godfrey Herbert hadnagy, a Baralong parancsnoka agyonlövette. Az U 27 legénységéből senkit nem hagytak életben és végeztek azokkal is, akik a Nicosian fedélzetére átszálltak az ellenőrzések elvégzése végett. Később a Baralong (immár Wyandra néven hajózva) elsüllyesztette az U 41-et szintén háborús bűncselekményként értékelhető körülmények között. Felelősségre vonásra az említett ügyekben nem került sor.

## Első incidens

### Előzmények
A Lusitania 1915 májusában történt – jogi szempontból indokolható – elsüllyesztése után Godfrey Herbert korvettkapitányt (lieutenant commander), a Baralong parancsnokát felkereste az admiralitás titkos szolgálatának két tisztje az ír Queenstown (ma Cobh) tengerészeti támaszpontján. A beszélgetés során a következők hangzottak el részükről: "Ez a Lusitania-ügy sokkoló. Nem hivatalosan, azt mondjuk Önnek …, hogy ne ejtsen hadifoglyokat tengeralattjárókról."
Az alárendeltjeivel folytatott beszélgetések után Herbert lazább fegyelmet követelt meg a legénységétől és engedélyezte számukra az ivászatokat a kikötőkben. Az egyik ilyen eset során  Dartmouthban a Baralong legénységének több tagját letartóztatták egy helyi kocsmában való károkozás miatt. Herbert kifizette értük az óvadékot, majd a vádlottakkal a fedélzeten kihajózott. 1915 áprilisának elején Herbert utasította a beosztottjait, hogy mellőzzék a "Sir" megszólítást és helyette csak "William McBride kapitányként" szólítsák.

### Az incidens
1915 nyarán a Baralong folytatta rutinszerű őrjáratait az Ír-tengeren ellenséges erőkkel való találkozás nélkül, mikor augusztus 19-én az U 24 elsüllyesztette a White Star hajótársaság SS Arabic óceánjáróját. A 44 halott között volt három amerikai állampolgár is, ami diplomáciai vitákat váltott ki az Egyesült Államok és Németország között. A Baralong 32 km-re volt az elsüllyesztés helyszínétől és vette a hajó segélykérő rádióüzeneteit. A Baralong személyzetét frusztrálta a támadás és az, hogy nem tudtak rátalálni a túlélőkre.
Ugyanekkor 130 kilométerrel délre Queenstowntól az U 27 jelű tengeralattjáró megállította a brit Nicosian gőzhajót, hogy a londoni tengerjogi nyilatkozatban előírtaknak megfelelően elvégezze a hajó ellenőrzését. Az átvizsgálás céljából átküldött hat tengerész megállapította, hogy a Nicosian lőszert szállított valamint 250 az Egyesült Államokból származó öszvért is, melyeket fülbélyegzésük szerint a Franciaországban állomásozó brit hadseregnek szántak. A németek a teherszállító hajó legénységét leszállítatták a mentőcsónakokba és felkészültek a hajó elsüllyesztésére a tengeralattjáró lövegével. Az U 27 a Nicosiantól balra, annak tatja mellett helyezkedett el és tűz alá vette a teherhajót mikor az Egyesült Államok zászlaja alatt hajózó Baralong felbukkant. Mikor fél mérföldre volt már csak a tengeralattjárótól zászlókkal jelezte, hogy felveszi a Nicosian személyzetét. Wegener nyugtázta a jelzést, utasította az embereit a tűz beszüntetésére és az U 27-tel a Nicosian bal oldala mellé állt, hogy a Baralongot is ellenőrizhesse. Ahogy a tengeralattjáró eltűnt az álló hajó mögött, Herbert a Baralonggal velük párhuzamos irányra állt a Nicosiantól jobbra elhaladva.

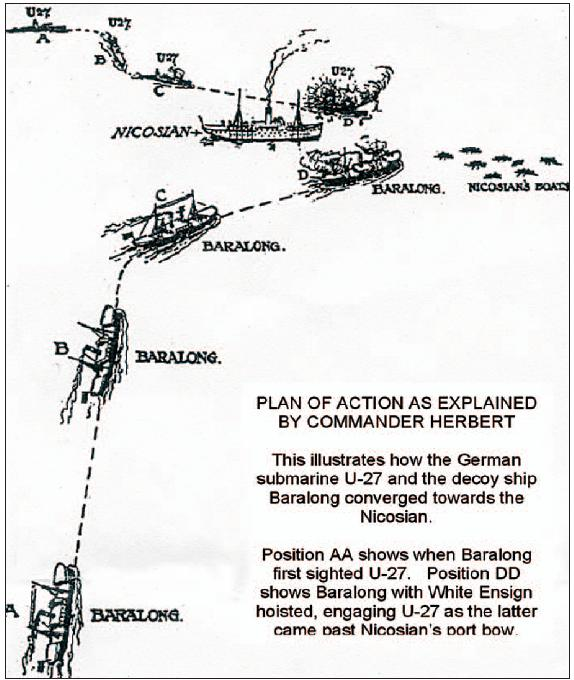
az események illusztrációja a Baralong parancsnokának elmondása alapján

A brit jelentések szerint mielőtt az U 27 megkerülhette volna a Nicosian orrát, a Baralong bevonta az amerikai zászlót és helyette felhúzta a Royal Navy fehér zászlaját. (Több amerikai szemtanú beszámolója alapján erre csak az első lövések leadása után került sor.) Ahogy a Nicosian mögül előbukkant az U 27, a Baralong három 76,2 mm-es ágyújával tüzet nyitott rá 550 méter távolságból. A leadott 34 lövésre a tengeralattjáró csak eggyel tudott válaszolni. A német hajó az elszenvedett találatoktól megdőlt és süllyedni kezdett.
Az eseményekről brit részről később számos erősen kiszínezett elbeszélés született, melyek sokszor egymásnak is ellentmondottak. Tony Bridgland írásában a következők szerepelnek:
"Herbert üvöltött: "Tüzet szüntess!" De az embereinek forrt a vére. Bosszút akartak állni az Arabic-ért és a Lusitaniáért. Számukra nem volt tüzet szüntess, még akkor sem, mikor a túlélők előbukkantak és ruháiktól megszabadulva próbáltak eltávolodni a tengeralattjárótól. Nagy sistergéssel elszabadult a levegő a sűrített levegős tartályokból és az U 27 hatalmas, kavargó buborékok örvénylésében eltűnt, halvány füstöt hátrahagyva azon a helyen, ahol volt. Elég volt néhány perc ahhoz, hogy a 32 lövedék eltalálja."
Eközben a Nicosian mentőcsónakokban lévő legénysége vad ujjongásban tört ki. Manning kapitányt hallani vélték, ahogy ezt kiálltja: "Ha az egyik a fattyú hunok közül előbukkanna, pajtások, akkor üssétek egy evezővel!"
Tizenkét ember élte túl a tengeralattjáró süllyedését: a fedélzeti ágyúk kezelői és akik a toronyban álltak. Ők a Nicosian irányába úsztak, hogy a mentőcsónakok lógó kötelein és a révkalauz kötélhágcsóján felkapaszkodva csatlakozzanak az ott lévő hat bajtársukhoz. Herbert később arra hivatkozva, hogy megpróbálhatják elsüllyeszteni a gőzöst, utasítást adott a lelövetésükre kis kaliberű fegyverekkel. A brit elbeszélések szerint minddel végeztek még a vízben.
Herbert a Baralong Collins káplár vezette 12 fős tengerészgyalogos egységét átküldte a Nicosian fedélzetére, hogy keresse meg a németeket. Indulásukkor Herbert így szólt Collins-hoz: "Ne ejtsenek hadifoglyokat!" A németekre a gépteremben bukkantak rá és helyben agyonlőtték őket.
Gordon Steele alhadnagy elbeszélésében így írta le a történteket: 
"Wegener az egyik felső fedélzeten lévő kabinba rohant – Később tudtam meg, hogy az Manning fürdőszobája volt. A tengerészgyalogosok puskatussal feltörték az ajtót, de Wegener az egyik hajóablakon átpréselte magát és a tengerbe esett. Még mindig rajta volt a mentőmellénye és a kezét levegőbe emelte a megadás jeleként. Collins káplár azonban célzott és fejbe lőtte."
Collins káplár később ehhez még hozzátette, hogy Herbert a halott német arcának vágott egy revolvert miközben ezt üvöltötte: "És mi van a Lusitaniával, te fattyú!" Egy másik beszámoló szerint a Nicosianra átszálló németeket a hajó feldühödött gépészei gyilkolták meg. Ez a jelentés az öszvérekért felelős tiszttől származott.
Herbert az admiralitásnak írt jelentésében azt állította, félt attól, hogy a túlélő németek a Nicosianra szállva elsüllyeszthetik a gőzöst és ezért utasította a tengerészgyalogosokat a lelövésükre. Amennyiben sikerült volna elsüllyeszteniük a hajót, akkor hanyagsággal vádolhatták volna. Állítása szerint pillanatokkal azelőtt, hogy a Baralong tüzet nyitott volna, a tengeralattjáró lőtte a Nicosiant. Elmondása szerint az nem volt számára ismert, hogy a tengeralattjáróról menekülő tengerészek ténylegesen el akarták-e süllyeszteni a teherhajót.
A brit admiralitás Herbert jelentését kézhez véve azonnal elrendelte annak elhallgatását, de a szigorú cenzúra nem járt sikerrel, mivel a Nicosian mentőcsónakjaiban lévő amerikai állampolgárok visszatérve az Egyesült Államokba beszámoltak a történtekről újságíróknak.

### Diplomáciai viták
A német kormányzat 1916. december 6-án a berlini amerikai nagykövet közvetítésével egy memorandumot küldött a brit kormányzatnak. Ebben hat amerikai szemtanú beszámolóját idézték, melyet eskü alatt közjegyzők jelenlétében tettek az incidensről az Egyesült Államokban.
A vallomások szerint az U 27 öt túlélőjének sikerült felkapaszkodnia a Nicosianra, míg a többieket lelőtték, mikor a mentőcsónakok köteleibe kapaszkodtak. A vallomások beszámoltak arról is, hogy mikor Herbert a tengerészgyalogosokat utasította a Nicosian fedélzetére való átszállásra, parancsba adta nekik, hogy ne ejtsenek hadifoglyokat ("take no prisoners"). Négy német tengerészt találtak a Nicosian géptermében valamint a kardántengely aknájában és valamennyit megölték. A szemtanúk állítása szerint az U 27 parancsnoka a tengeralattjárója felől a Baralong irányába úszott mikor meggyilkolták.
A német memorandum követelte, hogy a Baralong kapitányát és legénységét állítsák bíróság elé a fegyvertelen német tengerészek ellen elkövetett gyilkosság vádjával, hozzátéve, hogy „hozzák meg a fontos döntést a büntetlen bűncselekmény megtorlására.” Edward Grey az amerikai követ közvetítésével adott válaszában megemlítette, hogy az eset egy csoportba sorolható az SS Arabic elsüllyesztésével, egy a holland partoknál zátonyra futott brit tengeralattjáró (HMS E13) megtámadásával, illetve a Ruel gőzhajó ellen intézett támadással. Javasolta, hogy ezeket az ügyeket az amerikai haditengerészet tisztjeiből álló bíróság tárgyalja meg.
A Reichstagban 1916. január 15-én vita folyt az esetről, melyet „gyáva gyilkosság”-ként említettek és Grey jegyzékét „szemtelenséggel és arroganciával teli”-ként jellemezték. Bejelentették, hogy megtorló intézkedéseket foganatosítanak, de arra nem tértek ki, hogy milyen formában.
Eközben a hadi jog megsértését vizsgáló hivatal a Baralong parancsnokát felvette a Porosz Háborús Minisztérium „a német fegyveres erőkkel szemben a hadijog megsértésében bűnös angolok fekete listájára”.
Az incidens után a Baralongot hamarosan átnevezték HMS Wyandrára és áthelyezték a Földközi-tengerre, ahol ismét megváltoztatták identitását és testvérhajója, a Manica nevét kapta meg. A Baralong nevet ugyanakkor törölték a Lloyd’s Registerből. Az érintett hajók legénységét így kívánták megvédeni az esetleges megtorlástól. A Nicosian új neve Nevisian lett és új kirakodási naplót (discharge book) kapott, melyben az ominózus útja nem került említésre.
A Baralong személyzete később 185 font jutalomban részesült az U 27 elsüllyesztéséért.

## Második incidens
1915. szeptember 24-én a Baralong elsüllyesztette az U 41 jelű tengeralattjárót, amely tettért a hajó akkori parancsnoka, A. Wilmot-Smith később megkapta a 170 Font összegű jutalmat.
A Klaus Hansen sorhajóhadnagy vezette U 41 az SS Urbino teherhajót készült elsüllyeszteni ágyújával a Bishop Rock világítótoronytól 124 km-re délnyugatra a Kelta-tengeren, mikor az amerikai zászló alatt hajózó Wyandra (ex-Baralong) a helyszínre érkezett. Az U 41 a közelében emelkedett felszínre és megállásra szólította fel. A Baralong ennek engedelmeskedett és az egyik csónakot is nekiálltak leengedni a vízre. Mikor azonban 500 méter távolságra volt csak a tengeralattjárótól hirtelen jobbra tért ki és tüzet nyitott rá. Az U 41 tornyát hamar találatok érték és a kapitánya elesett. A tengeralattjáró gyors merüléssel kívánt kitérni a veszély elől, de hamar vissza kellett emelkednie a felszínre. Mielőtt elsüllyedt volna csak két fő tudott kimenekülni róla. A támadás alatt a Baralongon végig az Egyesült Államok zászlaja volt felhúzva. Két túlélőjét, köztük Iwan Crompton tengerészfőhadnagyot az Urbino hajótöröttjeivel együtt kimentették.
Az első esettel ellentétben itt nem voltak jelen semleges országokból származó szemtanúk, csak brit és német tengerészek. Iwan Cromptont miután súlyos sérülése miatt (elveszítette egyik szemét) elengedték a hadifogságból és visszatért Németországba arról számolt be, hogy a Baralong legázolta azt a mentőcsónakot, amelyikben ő is helyet foglalt. Azonban sikerült elrugaszkodnia és később a Baralong a fedélzetére vette. A britek tagadták, hogy a mentőcsónakot legázolták volna. Crompton 1917-ben publikált egy beszámolót az U 41 hadműveleteiről (U 41: der zweite Baralong-Fall), melyben az U 41 elsüllyesztését mint "második Baralong-ügyet" említi.

## Következmények
A HMS Baralong tevékenysége vezetett ahhoz, hogy a Kaiserliche Marine a korlátlan tengeralattjáró-háború alkalmazása mellett döntött. Ennek során a tengeralattjárók biztonságát szem előtt tartva figyelmeztetés nélkül támadtak minden hajót a hadiövezetnek deklarált vizeken. A második világháború elején a Kriegsmarine is hasonló indokkal hirdette meg a korlátlan tengeralattjáró-háborút.

## Emlékezete
- Németországban az eseményre propaganda célból veretett medálokkal is megemlékeztek, melyeket a neves kézműves, Karl Goetz gravírozott. Ez egyike volt a Németországban 1910 és 1940 között népszerű medáloknak (lásd itt Archiválva 2017. augusztus 19-i dátummal a Wayback Machine-ben).[24][25]
- A Kriegsmarine egyik tengeralattjáró-flottilláját 1938. június 25-én az U 27 parancsnoka után nevezték el (Unterseebootsflottille "Wegener").
- A második világháború elején lezajlott Altmark-incidenst a német sajtóban Koppenhága 1807-es lövetése mellett a Baralong-incidensekhez hasonlították.